# Шварценбек, Ханс-Георг
Ханс-Георг Шварценбек (нем. Hans-Georg Schwarzenbeck; родился 3 апреля 1948 года) — немецкий футболист, играл на позиции защитника. Чемпион мира 1974 года  и чемпион Европы 1972 года в составе сборной ФРГ.

## Клубная карьера
Один из самых знаменательных защитников великой «Баварии» 70-х. Всегда был предан команде и выиграл с ней множество трофеев. В Бундеслиге в общей сложности за 15 лет провёл 416 матчей, в которых забил 21 мяч.
Самый яркий свой матч Шварценбек сыграл 15 мая 1974 года в финале Кубка европейских чемпионов 1974 года против «Атлетико Мадрид». Основное время встречи завершилось вничью — 0:0. На 114-й минуте Шварценбек ошибся и ему пришлось сфолить. Луис Арагонес не оставил шансов Зеппу Майеру и открыл счёт — 0:1. Но за несколько секунд до конца встречи «Кот» нанёс великолепный удар метров с 30-ти. Мяч залетел точно в верхний угол и счёт стал 1:1. В то время не были предусмотрены пенальти, поэтому была назначена переигровка, которая закончилась полнейшим разгромом мадридцев со счётом 4:0.
После завершения игровой карьеры в 1981 году из-за разрыва ахиллова сухожилия самый молчаливый игрок «Баварии» и сборной ФРГ полностью отошёл от футбола, открыв магазин по торговле канцелярскими товарами. 

## Достижения

### Командные
«Бавария»
- Чемпион ФРГ (5): 1968/69, 1971/72, 1972/73, 1973/74, 1979/80
- Обладатель Кубка ФРГ (3): 1966/67, 1968/69, 1970/71
- Обладатель Кубка европейских чемпионов (3): 1973/74, 1974/75, 1975/76
- Обладатель Кубка обладателей кубков УЕФА: 1966/67
- Обладатель Межконтинентального кубка: 1976

Сборная ФРГ
- Чемпион мира: 1974
- Чемпион Европы: 1972
- Серебряный призёр чемпионата Европы: 1976

## Интересные факты
- В 2008 году Шварценбек играл в немецкой мыльной опере «Дома есть дома» роль тренера.